# Foča
Foča (Serbisk kyrillisk: Фоча) er en by i det sydlige Bosnien-Hercegovina i Republika Srpska. Byen ligger tæt ved hovedstaden Sarajevo.